# Acanthogobius luridus
Acanthogobius luridus  es un género de peces de la familia de los Gobiidae 
en el orden de los Perciformes.

## Morfología
Los machos pueden alcanzar los 6 cm de longitud total.